# Recordset
Recordset es una estructura de datos usada en programación cuya utilidad es la de almacenar información desde una tabla de una base de datos. Se usa con frecuencia para obtener registros provenientes de bases de datos y almacenar el resultado de las posibles consultas que se realicen.
Se utiliza en múltiples lenguajes de programación como Visual Basic o C++.